# Вернон (Њујорк)
Вернон (енгл. Vernon) град је у америчкој савезној држави Њујорк.

## Демографија
По попису из 2010. године број становника је 1.172, што је 17 (1,5%) становника више него 2000. године.
| Група             | 2000.         | 2010.         |
| Белци             | 1.119 (96,9%) | 1.115 (95,1%) |
| Афроамериканци    | 13 (1,1%)     | 11 (0,9%)     |
| Азијати           | 1 (0,1%)      | 7 (0,6%)      |
| Хиспаноамериканци | 12 (1,0%)     | 19 (1,6%)     |
| Укупно            | 1.155         | 1.172         |